# Vlastimil Zeman
Vlastimil Zeman (10. srpna 1929 Fryštát – 12. prosince 2013) byl český fotbalista a fotbalový trenér.

## Fotbalová kariéra
Začínal v 10 letech v SK Prostějov. V době vysokoškolského studia v Ostravě si zahrál i s Josefem Bicanem za Vítkovice, kde dal i 1 ligový gól. Na vojně působil v ATK Praha a trenér Karel Kolský z něj udělal svého asistenta. Po rozdělení armádního fotbalu byl trenérem Kolským poslán do Trenčína, aby sehnal tak kvalitní fotbalisty, aby tamní vojenský klub měl na druhou celostátní ligu. Po vojně se vrátil do Prostějova. Byl znám pod přezdívkou Bolóš.

## Ligová bilance
| Ročník                                     | Zápasy | Góly | Klub                 |
| ------------------------------------------ | ------ | ---- | -------------------- |
| Celostátní československé mistrovství 1950 | -      | 1    | Vítkovické železárny |
| CELKEM 1. liga                             | -      | 1    |                      |

## Trenérská kariéra
Jako trenér začínal u mládeže Železáren Prostějov, dále vedl OP Prostějov a vrátil se do Železáren Prostějov. Vystudoval nejvyšší trenérskou třídu a byl metodikem fotbalového svazu. Dále působil jako trenér ve Zbrojovce Vsetín, TJ Gottwaldov, Spartaku Přerov a v Železárnách Prostějov. Když odcházel Milan Máčala do Slavie, stal se jeho nástupcem v Sigmě Olomouc, se kterou v roce 1982 postoupil do ligy. Se Sigmou spolupracoval až do roku 2000, po funkci trenéra jako technický ředitel klubu.